# Sepsiszentgyörgy művelődési élete
Sepsiszentgyörgy magyar irodalmi és művelődési élete A város művelődési életének igen korai hagyományai vannak. Jelen szócikk a város sajtóját, könyvkiadását, könyvgyűjteményét, színházi, zenei és irodalmi életét tekinti át 1918-tól a 2000-es évekig.

## Előzmények
Sepsiszentgyörgy városának első okleveles említése 1332-ből való, 1461-ben már mezővárosként, 1492-ben egy alkalommal Báthori István vajdának egy okiratában kiváltságos városként is említik. Történetében a legnagyobb pusztítást az 1658-as tatár és az 1661-es török betörés okozta. Az erdélyi határőrvidék megszervezésekor Mária Terézia rendeletére huszárezred székhelye lett. Sok évszázados létének legdicsőségesebb időszaka az 1848–49-es forradalom és szabadságharc másfél éve, amikor önvédelmi harcát sikerrel vívta meg a Habsburg császári seregekkel szemben. A szabadságharc orosz cári segédlettel történt leverése utáni Habsburg-ellenes szervezkedések egyikének, a Makk József és Gáll Sándor-féle összeesküvésnek a szálai ide is elvezettek: két tagját, Bartalis Ferencet és Váradi Józsefet 1854-ben a város határában, az Őrkő alatt végezték ki.
A 19. század második felében újabb fejlődésnek indult város művelődési életének igen korai hagyományai vannak: 1668-ból való az első iskolája, 1835-ben létesült a helyi Kaszinó, amelynek könyvtárát 1856-ban alapították. A fordulatot a város szellemi életében az 1859-ben létrehozott középiskola hozta (amely később támogatója, gróf Mikó Imre nevét is felvéve, mint Református Székely Mikó Kollégium szerzett magának jó hírnevet a magyar oktatás történetében), valamint az özv. Cserey Jánosné Zathureczky Emília által alapított Székely Nemzeti Múzeum. Ennek 1879-től előbb a Kollégium biztosított helyet, mindaddig, amíg be nem költözhetett a Kós Károly tervezte mai múzeumépületbe. A Kollégium és a Múzeum között 1890-ben kötött egyezmény alapján 1949-ig a múzeumőrök a kollégium tanárai közül kerültek ki. Ez a helyzet a két intézmény gyümölcsöző összefonódását eredményezte, s ezt olyan nevek fémjelzik, mint az erősdi őskori települést feltáró, világhírűvé vált régész-igazgatóőr László Ferencé és a kollégiumi igazgató történész Csutak Vilmosé, amely hagyomány igazgató-utódaik (Herepei János, Szabédi László, Székely Zoltán, Kónya Ádám) munkásságában is kifejezésre jutott.
Sepsiszentgyörgyöt az igazi várossá válás útján Császár Bálint polgármester indította el, aki főbíróként szerepet játszott abban, hogy Jókai Mórt, aki 1881-től illyefalvi képviselő volt, később Sepsiszentgyörgy díszpolgárává választották.

## A város sajtója

### 1867-1918 közt
A kulturális és irodalmi érdeklődés növekedésének jó bizonyítéka a kiegyezés után indult helyi sajtó: 1874-ben költözött Sepsiszentgyörgyre a néhány évvel korábban (1871) Brassóban indított Nemere c. lap (1884-ben szűnt meg, abban az évben már Nemere Határszéli Közlöny a címe), majd itt jelent meg vele párhuzamosan 1883-tól a Székely Nemzet, mely – nevét 1906-ban Székely Népre változtatva – az erdélyi magyar sajtótörténet egyik leghosszabb életű (1944-ig megjelenő) lapja. Közben több más sajtóterméknek is otthont adott a város: 1875–1876-ban jelent meg Málik József nevelés-oktatásügyi szakközlönye, a Székely Tanügy, mely előbb csak a sepsiszentgyörgyi és a brassói tanítóegyletek hivatalos lapja, majd bevonta vonzáskörébe a dévai, szászvárosi, kézdivásárhelyi, udvarhelyszéki tanítóegyleteket is. 1878-tól pár évig heti két alkalommal megjelent a Háromszék (D. Veres Gyula lapja), 1885–1918 között Háromszék vármegye Hivatalos Lapja, 1902-től legalább 1904-ig Vitályos Béla társadalmi hetilapja, a Háromszéki Híradó, 1906–1909 között a Független Székelység. De akadnak a város sajtótörténetének olyan kuriózumai is, mint Incze Manó gidófalvi (és Szentgyörgyön nyomtatott) Gyakorlati Székelygazdája (legalább két szám, 1904-ben) és 1917-ben a legkevesebb két számot megért katonalapok.

### 1918 után
A két világháború között a helyi sajtóban, a Székely Nép és a református egyház 1933-ban indított Üzenet (1937-től majd Üzenet a sepsiszentgyörgyi református egyházközség tagjainak) c. lapja mellett csak kérészéletű lapkezdeményezéseket ismerünk: ilyen a Balás Ernő kezdeményezte s a Világosság című röpiratokból (1920, négy szám) szövetkezeti hírlappá fejlesztett, rövid életű Haladás (1921–25), annak megszűnése után 1925-ben egy újabb Nemere (egyetlen számmal). 1925–26-ban Felei Fazakas Bertalan tett kísérletet a Független Székelység feltámasztására, de sem ez, sem az 1927-ben indított másik, a Háromszéki Lapok c. politikai hetilap nem hosszú életű (utóbbi mindössze két hónapig jelent meg). A Háromszék és Hétfalu számára 1929-ben indított Délkeletet tulajdonosa, Lázár Dezső megpróbálta Brassóban és Hétfaluban társszerkesztőséggel, Csíkszeredában, Kézdivásárhelyen, Budapesten vidéki szerkesztőt, illetve állandó munkatársat szerződtetve szélesebb alapra helyezni lapját, de ő is csak 1931-ig bírta. 1933-ban jelenik meg egy alkalmi lap, a Székely Nemzeti Múzeum és az EMGE szervezte székely kiállítás Kiállítási híradója (három szám).
Kétnyelvű a vármegye hivatalos közlönye, az 1922-ben indított Gazeta Oficială a Judeţului Treiscaune – Háromszékvármegye Hivatalos Lapja, amely 1923–25-ben, mint Gazeta, már csak magyar nyelvű mellékletet (Értesítő a Háromszékvármegye hivatalos lapjában megjelent közérdekű határozatok, rendeletek és közleményekről) vállalt. Emellett román párttámogatással 1926-ban a főispánt dicsőítő egyszeri megjelenésű politikai röpirat került ki az egyik helyi nyomdából, Feltámadás címmel, egy évtizeddel később pedig (1935–36-ban) egy hetilap, az Igazság, amelynek szerkesztője, Ferenczy György a Horthy-rendszer és a „magyar irredenta” ellen intézett fulmináns kirohanásokat. 
A bécsi döntéseket követő négy évben a Székely Nép és az Üzenet – meg a magyar nyelvű vármegyei hivatalos lapok – mellett mindössze két lapkezdeményezést ismerünk: a Koréh Ferenc szerkesztette Hétfői Székely Népet (tulajdonképpen a Székely Nép melléklapját, 1942–44), valamint az EMGE és a Háromszék vármegyei Gazdasági Egyesület Csík- és Háromszék vármegyei Értesítőjét (1942–43), amelyet szerkesztőként Séra István jegyzett. 1941–44-ben jelenik meg a Háromszékvármegye Hivatalos Lapja (melléklapja 1942-ben legalább egy megjelenéssel a Háromszékvármegye Tűzrendészeti Értesítője).

### A második világháború után
Miután a második világháború erdélyi harctereiről nyugat felé továbblépett a front s Háromszék is a szovjet–román csapatok megszállása alá került, elsőnek, még 1944. november 16-án, a Dolgozók Szava jelentkezett, előbb mint „demokrata politikai napilap”, majd decembertől mint „demokrata hetilap”. Tordai Sándor szerkesztette, mögötte az impresszum szerint a nyomdászok szakszervezete állt. 1945 februárjában Szabadságra változtatta a nevét, de így sem élt sokáig: utolsó száma 1945. április 16-án jelent meg. Ezt 1946-ban az Új Székely Nép c. rövid életű kezdeményezés követte. Közben Háromszék magyar olvasóihoz is eljutott a még Brassóban szerkesztett Népi Egység, az MNSZ napilapja, amely – impresszuma szerint – az 1946. szeptember 4-i számtól költözött át Sepsiszentgyörgyre, ahol néhány hónap múlva Szabédi László, a múzeum akkori igazgató-őre kapta feladatul a főszerkesztői teendők ellátását, egészen a lap megszűnéséig, 1948. március 1-jéig.
A változás után még egy ideig megjelentek egyházi, felekezeti lapok is: 1945–46-ban legalább négy alkalmi számmal jelentkezett a római katolikus Sepsiszentgyörgyi Egyházi Tudósító, 1948-ig még megjelent a helyi református egyházközség 1933-ban indított lapja, az Üzenet (szerkesztője ekkor Czirmay Zoltán lelkész), s 1946–48 között az Székelyföldi Evangélikus Missziós Egyházközség lapja, a Magvető (szerkeszti Kovács László). A névsort 1946–49-ben a vármegye Buletinul Oficial al Jud. Treiscaune – Háromszékvármegye Hivatalos Lapja c., ismét kétnyelvű hivatalos közlönye teszi teljessé.
A város és a vidék szellemi életében fontos szerepet játszott az 1948-ban államosított híres Jókai Nyomda, amelynek hamarosan bekövetkező felszámolásával jó időre megszakadt a sajtótörténet szentgyörgyi fejezete. 1950-től több mint egy fél évtizeden át semmiféle magyar nyelvű lapja nem volt a városnak. A közigazgatási átszervezés során Sepsiszentgyörgy Sztálin tartomány egyik rajonjának székhelyévé minősült vissza, ahol mindössze 1957–58-ban jelent meg Bőség Útja címmel a Román Munkáspárt Sepsiszentgyörgy és Kézdivásárhely rajoni Bizottságainak közös híradója (8 számmal), s 1958. augusztus–november között a Tömegsport, a rajoni sportunió szervezőbizottságának híradója.
Erről a mélypontról még az 1968-as új közigazgatási átalakulás (az ún. „megyésítés”) előtt csupán egy iskolai lap, az 1966/67-es tanévben gépelt kéziratként indult kétnyelvű Gyökerek, az egykori Székely Mikó Kollégium utódjaként működő 1. sz. Líceum lapja (tanárvezetője 1976-ig Albert Ernő) jelzi az emelkedést, amelyhez (már 1968 után) további diáklapok társultak: a Sirius és az Aurora, előbbi szintén az 1. sz. Líceum tudományos profilú lapja (1969–71 között), utóbbi a 2. sz. Líceum lapja (1980-ig), a diákok magyar és román nyelvű írásaival. Ezek a diáklapok azért érdemelnek figyelmet, mert számos később ismertté vált író, költő első irodalmi próbálkozásai találhatók meg bennük, s diákszerkesztőik között olyanok, mint Dani Árpád, Kádár Gyula, Kapui Ágota, Mánya Zita, Nagy Dezső, Székely Zsolt, Veress Gerzson, Willmann Walter.
Az újonnan létrehozott Kovászna megye és Sepsiszentgyörgy szellemi életének kétségtelenül nagy változást hozó eseménye a Megyei Tükör c. napilap megindulása, egyrészt rendszeres megjelenése és a város és a vidék kulturális-művészeti eseményeit nem csak híradásokkal megkereső, hanem a szellemi élet országosan felvetődött problémáihoz hozzászóló belső tartalma révén, hanem azáltal is, hogy ide vonzotta a romániai magyar irodalom új nemzedékének nem egy számottevő képviselőjét, akik Dali Sándor, majd 1974-től Jecza Tibor főszerkesztősége alatt az egyik leginkább figyelemre méltó fórummá tették lapjukat.
A Megyei Tükörnek 1977–86 között Fórum címmel külön társadalmi és művészeti melléklapja is volt (a tíz év alatt összesen 12 szám), amelyeket a lap szerkesztősége állított össze esetenként.
Több önálló, két- vagy többnyelvű lap is jelent meg 1977–78-ban. Érdeklődésre tarthat számot közülük a román–magyar, majd román–magyar–német nyelvű, sőt címét héber betűkkel is reprodukáló Colocviu–Kollokvium, amelynek 3–3 számát az 1978-ban és 1980-ban megrendezett kisebbségi színházak kollokviuma alkalmából adták ki, valamint a bálványosi néptánc-fesztiválokra 1971–72-ben megjelentetett Bálványos.
1968–71-ben újra van magyar nyelvű helyi közlönye is a megyének, a kétnyelvű Buletinul Oficial al Consiliului Popular Judeţean Covasna – Kovászna Megye Néptanácsának Hivatalos Közlönye (fordítás), majd 1972–74-ben Kovászna Megye Néptanácsa Hivatalos Közlönye (a román főlap fordítása). (Ezt követően 1983–89-ből adatolt még hasonló Hivatalos Közlöny.)
A többi 1968–89 között megjelent közel 30 lap legtöbbje még cím szerinti számontartásra sem érdemes. Általában kétnyelvű párt-, néptanácsi, vállalati és KISZ-lapok, olykor román nyelvű kiadványok magyar fordítású kolligátumai: van köztük a belügyminisztérium helyi hatósága által kiadott kétnyelvű lap (Szemafor, 1976–82), pártagitátorok részére készült periodika (Agitátor, majd Agitátor Fórum címmel 1971–84 között), vöröskeresztes lap (Egészségünkért, 1976–80) és egy szintén kétnyelvű Turisztikai Híradó (1979–86).

### 1989 után
1989 után gyökeres változás állott be a Sepsiszentgyörgyön megjelenő sajtó terén is. A Megyei Tükör helyett új napilap indult, a Háromszék, szakmai és réteglapok sokaságával léptek színre vállalkozó szellemű emberek. Kovászna megye szintjén is megmutatkozó általános jelenség azonban, hogy az 1989 utáni első években alapított lapok legnagyobb része alig lépte túl az egy-kétéves élettartamot (nem ritkán az egyetlen számot). Az 1997-ig terjedő időszakban Sepsiszentgyörgyön megjelent összesen 66 lap legnagyobb részének rövidebb-hosszabb története megerősíti ezt a sommás értékítéletet.
A város és a vidék meghatározó napilapja, kezdettől fogva és ma is, a Megyei Tükör helyébe lépett Háromszék c. napilap, amelynek munkatársi gárdája – némi személyi változással – most már a mindenféle nagy és kis sajtóhatalmasságok korlátozása nélkül fogalmazhatja meg üzenetét olvasóközönsége felé. Főszerkesztője 1990–92-ben Magyari Lajos, azóta Farkas Árpád, 1989. december 23-tól a szerkesztőségi munkaközösségben ott van Áros Károly, B. Kovács András, Gajzágó Márton, Jecza Tibor, Kisgyörgy Tamás, Nagyhalmágyi József, Simó Erzsébet, Sylvester Lajos, Tompa Ernő, a később csatlakozók sorából kiemelendő Bogdán László, Kisgyörgy Zoltán, Fekete Réka és mások. Az első időben Nemere címmel honismereti és természetjáró mellékletet, Tábortűz címmel cserkészszövetségi mellékletet, Ajtólap címmel MADISZ-oldalt, Erdővidék címmel külön melléklapot jelentetett meg, s 1994–95-ben önálló sportlapot, Hétfői Sport címmel, a budapesti Nemzeti Sporttal együttműködve, Áros Károly és Oroszhegyi Károly szerkesztésében. A Háromszék ugyanakkor szellemi és anyagi erőkkel támogatta a Moldvai Csángó-magyar Szövetség előbb Csángó Újság, majd Moldvai Magyarság c. lapjait. Az 1993-ban létrehozott, Gajzágó Márton vezette H-Press önálló nyomda-hátteret biztosított a lapnak, s ugyanezzel a névvel mint könyvkiadó is jelentkezett.
1990. január 26-án indult az Európai Idő (alcíme szerint „független emberjogi-kisebbségvédelmi és kritikai hetilap”), amely az első négy évben figyelemreméltó volt. Főszerkesztője Horváth Alpár; indulásakor mellette többek között Osváth Gábor, Willmann Walter, Ferencz Csaba, Bíró Béla, Tánczos Vilmos, Feischmidt Margit, Zilahi Csaba neve szerepelt az impresszumban különböző minőségben. Ma, saját meghatározása szerint „nemzeti hírmagazin”, kéthetente jelenik meg. Az első években könyvkiadóként is jelentkezett, legismertebb kiadványai a centenáriumi Jókai-összes reprint-sorozata és Orbán Balázs művének, A Székelyföld leírásának füzetes kiadása, alkalmi kiadványai közül Tánczos Vilmos kötete, A csíksomlyói kegyhely története, a Mikes Kelemen Líceum történetét felelevenítő Vándorló iskola (szerk. Veress Károly). 1990–91-ben melléklapot is adott ki gyermekeknek, Tit-Tak címmel, amelynek szerkesztői Mészely József és Zsigmond Győző voltak, s 1991-ben megjelentetett egy különszámot is Nagyüdő címmel, „áprilisi bolondságok”-kal. (Népszerű időszaki és füzetes kiadványokkal ma is jelentkezik.)
Korai indulású az Ötödik Kerék c. szatirikus hetilap is, amelyet Lukács Sándor jegyzett főszerkesztőként, s amely 1990-ben rövid ideig Pótkerék címmel rejtvényújságot is jelentetett meg. Kiadásának átmeneti gondjai ellenére hosszú életűnek bizonyult a Cimbora c. gyermeklap is, amelyet Bukarestben indított el Csire Gabriella, majd 1992-től Sepsiszentgyörgyön készült, s 1996-tól Forró László, majd Szántai János jegyezte főszerkesztőként. A hosszabb életű réteglapok közül megemlíthető az 1995 novemberében, Dali Sándor főszerkesztésében indult Piac&Pénz, a vállalkozók, üzletemberek és menedzserek lapja, a Kádár Gyula szerkesztésében 1996 decembere óta megjelenő Történelmünk c. kulturális-történelmi folyóirat és a szintén 1996-ban indított Taní-tani c. háromszéki pedagógusközlöny (szerkesztette Jancsó Árpád, majd Mészely József). Az idők folyamán történt néhány kísérlet a napi újságolvasó közönség meghódítására: 1997 decemberében indította el az Európai Idő néhány munkatársa: Horváth Alpár, Willmann Walter és Kocsis Károly az Erdély c. „független napilap”-ot, amely az egész Kárpát-medence magyarságát próbálta érdeklődési körébe vonni, majd Domokos Péter főszerkesztővel a Nord-Est Medianet Sajtócsoport jelentkezett egy Háromszéki Figyelő c. lappal. Ezek azonban alig éltek néhány hetet-hónapot, s inkább megerősítették, mint gyöngítették a Háromszék olvasótáborát.
Az 1990-es években jó néhány érdekes lapkezdeményezésre került sor Sepsiszentgyörgyön is. Rejtvényújság indult (Hétpróba címmel), két karate-lap (Kung Fu, Karate ABC), a kutyabarátok számára A mi kutyánk, továbbá egy ismeretterjesztő lap, a Tulipán-Füzetek, s Ergo címmel összesen két számot megért szakszervezeti újság is, az IMASA gyár kiadásában. 1991-ben önállósulva Szentgyörgyre költözött a Művelődés addigi melléklete, a Könyvesház, alkalmi kiadványt jelentet meg (Tábori Kis Lapi címmel) a Tulit Ilona szervezte magyar irodalmi diáktábor, s ugyancsak 1991-ben indult a Szakszervezeti Figyelő c., még a következő évet is megérő lap. 1992-ben lapot indított a római katolikus egyházközség (Gyertyaláng címmel), 1993-ban útjára indul az Anyanyelvápolók Erdélyi Szövetségének folyóirata (Anyanyelvápolók) és egy rövid életű hirdetési lap, a Sepsi Info, amelynek helyét a következő évben a szintén csupán nyolc számot megért Ki, mi, hogy? foglalta el. Ugyancsak 1995-ben indult a Nemere, a természetjárók hírlevele, s 1996-ban az Erdélyi Magyar Műszaki Társaság háromszéki folyóirata, a Műszaki és Természettudományi Híradó, amely utóbb a Háromszéki Műszaki Krónika nevet vette fel.
Külön kell megemlítenünk a Székely Nemzeti Múzeum kiadványainak sorozatában 1954-től az Alutát, amely az azóta megjelent tíz kötetével a háromszéki tudományosság nemzetközileg is számon tartott fóruma.
Vannak aztán a sepsiszentgyörgyi sajtónak a fordulat utáni első évekre jellemző furcsaságai is: 1991-ben Ámor címmel erotikus magazinnal kísérletezik egy magát megnevezni nem akaró szerkesztő és kiadó, 1994-ben „tudomány, parapszichológia, kultúra, sci-fi” alcímmel ajánlja magát a „Psitrom Interdiszciplináris Kutató Társaság” lapja, a PSI Magazin, 1995-ben „rejtélyek, természetgyógyászat, jóga” alcímmel a Misztérium, 1996-ban „nemzetközi élőművészeti folyóirat” alcímmel az Etna.
A sepsiszentgyörgyi sajtó repertóriumában szembetűnő az 1989-es változás utáni időszakban az iskolai és diáklapok nagy száma. Bakancs, Clim, Élesztő, Fogak, Garabonciás, Hidegzuhany, Huzat, KHM, Kukatz, Metamorfózis, Mikólógia, Nagyszünet, Neked, bohóc!, Pepita, Puskás(z)ó, Rebuló, Redőny, Szellem, Tiszta Lappal címet viselik ezek a lapok, amelyekben sok a játékos ötlet, a fiatalos komolykodás.
A számbavételben említést kell tennünk még néhány olyan lapról, amelyek helymegjelölésüket tekintve nem tartoznak a „sepsiszentgyörgyi sajtó”-hoz, de közönségük alapjában véve ugyanaz a háromszéki magyar olvasókör. Ilyenek az 1991-ben indult alsócsernátoni Csernátoni Füzetek, az egy időben Árkoson megjelenő Értesítő, a Magyar Újságírók Romániai Egyesületének lapja, a Futár c. futásfalvi diáklap (1995–96), a maksai RMDSZ és a polgármesteri hivatal kiadványa, a Maksai Hírmondó (1997), egy Szentkatolnán kiadott lovas szaklap, a Lovasfutár (1990–91).

## A város könyvkiadása
A sajtó mellett a helyi könyvkiadás is tükre Sepsiszentgyörgy szellemi életének. A városban működő – többnyire magyar – nyomdákban a két világháború között összesen 58 könyv jelent meg; legtöbb az 1883-ban alapított Jókai Nyomdában (37 cím) és Móricz István (1918 előtt Kossuth Nyomda néven működő) könyvnyomdájában (15 cím; utóbbiban a városban ez idő alatt kiadott 15 magyar sajtótermékből 10 készül). A harmadiknak, az 1932–48 között működött Silberstein Nyomdának, elenyésző a magyar könyvtermelése. A második bécsi döntés utáni négy év helyi könyvtermelésére vonatkozólag nincsenek adataink, utána, 1948-ig 25 magyar könyv készült sepsiszentgyörgyi nyomdákban (közülük 16 a Jókai Nyomda terméke).
Az 1948-as államosítás után felszámolták a helyi nyomdaipart. Mindössze egy, Graiul Liber nevet viselő nyomda egyetlen termékéről van tudomásunk 1950-ből és a „Június 11. Vállalat”-nál készült egyetlen kiadványról 1958-ból. Amikor 1968-ban a Megyei Tükör megindult, azt egy darabig Brassóban nyomták. Csak 1969-ben épült fel (több más, újonnan kialakított megye székhelyéhez hasonlóan) a város új, korszerű nyomdája, amelyben aztán az 1970-es években helyi kiadványok sora készült.
1989 után, a helyi sajtóhoz hasonlóan, a könyvkiadás és -nyomtatás terén is sokszínű a kép. Csak 1990–98 között 121 önálló kiadvány jelent meg, s nem kevesebb az azóta eltelt évtizedben sem. A meglévő mellé új nyomdák létesültek, kiadók sorakoztak fel: a jelzett időszakban 19 címmel szerepel a Trisedes Press (vezetője Gajzágó Márton), 12 címmel a H-Press (a Háromszék tulajdonában és eleinte annak emblémájával), 18 címmel a Castrum (vezetője Szabó Bojta), Jókai összes művei centenáriumi kiadása (sajnos, félbemaradt) reprintjének 14 kötetével és Orbán Balázs művének 26 füzetből álló sorozata kiadásával az Európai Idő, az említett időszakban még csak 1 címmel, a későbbi években felfejlődött s főképp a magyar nyelvű alternatív tankönyvkiadásban szerepet játszó T 3 Info (Tulit Attila), 10 címmel a Bon Ami Kiadó (Mátyás István, Balogh László), 11 címmel a Scribae (Kádár Gyula), 8 címmel a Proserved Cathedra (Péter Sándor) és a számottevő helyi történelmi és művelődéstörténeti könyvekkel jelentkező Charta (Kisgyörgy Tamás). De megjelent már ebben az időszakban az Albert Kiadó (Albert Ernő), könyvkiadóként is az Anyanyelvápolók Erdélyi Szövetsége, a Székely Mikó Kollégium és Véndiákjainak Szövetsége (együtt 4 címmel) – sok közülük nem csak helyi érdekeltségű, hanem országosan is figyelmet keltett könyvvel.

## A város könyvgyűjteményei
Sepsiszentgyörgy legjelentősebb könyvgyűjteményei a Székely Nemzeti Múzeum és a Székely Mikó Kollégium könyvtárai. Az 1875-ben alapított múzeumnak már induláskor jelentős gyűjteménye volt a könyvtár. Itt található az egyik legértékesebb magyar nyelvemlék, az Apor-kódex, valamint számos ősnyomtatvány. Levéltári részlegében találta meg Árvay József az 1960-as évek elején Kemény Zsigmond naplóját, amelyet Benkő Samu adott ki 1966-ban. A könyvtár ma 100 000 kötetet számlál. Tartalmaz ősnyomtatványokat a Mikó Kollégium Dokumentációs Könyvtára is, melynek alapját már az iskolaalapítás második évében, 1860-ban megvetették. Állományának nagy részét három nagy családi adomány képezi: Ferentzi János dálnoki református esperes, gr. Teleki Domokos és gr. Mikó Imre adománya. Jelenleg több mint 25 000 kötetet számlál, benne gazdag helyi sajtótörténeti anyag, aprónyomtatvány- és hírlapgyűjtemény, 370 kötet kézirat, régi magyar könyvek.
A Kaszinó Könyvtár (1856) és az Ipartestületi Könyvtár utódaként 1948-ban hozták létre a Városi Könyvtárat, amely 1974-től Megyei Könyvtárrá alakult, s ma Bod Péter nevét viseli. A Bod Péter Megyei Könyvtár ma több mint 200 000 kötettel, 73 periodikával, 350 videókazettával, 520 lemezzel, továbbá gazdag CD, CD-ROM, ex libris-gyűjteménnyel rendelkező közművelődési intézmény, amely Kovászna megye közkönyvtárainak szakmai irányítását is ellátja. Vállalt feladatai közé tartozik a helyismereti kiadványok és az ex librisek gyűjtése/feldolgozása, író-olvasó találkozók szervezése, a frissen megjelent, helyi vonatkozású könyvek bemutatása, valamint a Ki kicsoda Háromszéken? c. kötet szerkesztése, megjelentetése.

## A város színházi élete
Sepsiszentgyörgy magyar irodalmi életében nagy szerepet játszott a műkedvelő mozgalom és a színház. Az első ilyen természetű adatok a 19. század legelejéről valók: a Magyar Kurír egy 1819-es cikkében történik említés arról, hogy már 1812-ben a megyében: Baróton és Miklósváron vendégszerepeltek a kolozsvári magyar színészek – nem kizárt, hogy ekkor Szentgyörgyön is megfordultak. Az első közvetlen adat 1826-ból való: ugyancsak a Magyar Kurír tudósít arról, hogy a város műkedvelői „Daczó József úr szálájában” egy vígjátékot adtak elő. Később Kilényi Dávid társulatának 1844-es, majd Deési Zsigmond együttesének 1853-as szentgyörgyi előadásáról vannak adatok. Az előbbiben a közönség Prielle Kornéliát is láthatta. 1856-ban Posonyi Alajos, 1864-ben Hubay Gusztáv és Nyíri György társulatai fordulnak meg a városban. Ettől kezdve megsokasodnak a különböző ismert vagy névtelen társulatok vendégszereplései: 1879-ben ismét Prielle Kornélia vendégszerepel itt. 1882-ben Molnár Györgyöt, a vidék kedvelt tragikus színészét hívta meg Bényei István színigazgató. Molnár 1882. augusztus 19-én két szórakoztató darab között Shakespeare-pódiummal kísérletezik. 1883-ban E. Kovács Gyulának tapsol a közönség, ekkor már egész Shakespeare-ciklus (Othello, Szentivánéji álom, Lear király) és Az ember tragédiája, 1892-ben a Bánk bán is megszólal a „Daczó-szálában” vagy a Nyári Színkörben. A század végén, az adatok szerint egyre inkább növekvő érdeklődés miatt, a város állandó és megfelelő helyiségről gondoskodik: 1899. január 14-én avatják fel – helyi színjátszók közreműködésével – a 450 férőhelyes, két öltözővel, előadóteremmel, ruhatárral, büfével ellátott színházat. A színpad nyílása 10 m, ami azt jelzi, hogy nagyobb szereplőgárda felvonultatására is alkalmas. Ezután ez a „Bálház” – Erdélynek Kolozsvár és Dés után a harmadik állandó színházterme – ad otthont az ide látogató társulatoknak. A 20. század hatvanas éveinek végén kerül sor ennek a kultúrtörténeti és építészettörténeti emléknek a lebontására, amelyre ma már csak Barabás Istvánnak a mai színház előcsarnokában álló hatalmas faliképe emlékeztet.
Az első világháború után a kisebbségi helyzetből fakadó gondok ellenére számos országos társulat látogatott el Sepsiszentgyörgyre: 1921-ben Ungvári Miklós, 1923 őszén Fehér Imre, 1926 novemberétől Ferenczy Gyula, 1927-ben és 1928-ban, 1932-ben, 1936-ban és 1937-ben a kolozsvári Magyar Színház Janovics Jenő vezette társulata, illetve a Thália Színház. Közben Jódy Károly, Battyán Kálmán tart rövidebb-hosszabb színházi „évadot” a városban.
Figyelemre érdemes a műkedvelő színházi mozgalom is, amelynek főszereplője a Műkedvelők Egyesülete, majd a két világháború közötti időben a Székely Mikó Kollégium, az Iparos Otthon és a Leányiskola.
A második bécsi döntés utáni években a Battyán Kálmán, majd Krémer Ferenc, Thuróczy Gyula által vezetett Székelyföldi Színház elnevezésű társulat szinte állandó jelenléte határozza meg Sepsiszentgyörgy színházi életét. Az előadott művek gazdag sorából a Bánk bán 1942. szeptember 12-i, a Hamlet 1942. szeptember 24-i, Az ember tragédiája 1942. október 13-i előadása, az 1943-as évadból Kodolányi János Földindulás, Móricz Zsigmond Nem élhetek muzsikaszó nélkül, Harsányi Zsolt Bolond Ásvayné c. darabjait emeljük ki.
A második világháború harci eseményeinek lezajlása utáni zűrzavaros időkben, egészen az állandó színház létrehozásáig alkalmi társulatok jelenléte utal a változatlan közönségigényre.
A sepsiszentgyörgyi színházat állandó hivatásos művészeti intézményként Állami Magyar Népszínház néven 1948-ban hozták létre a második világháború után Kolozsvárt szerveződött Dolgozók Színházának tagjaiból meg a hozzájuk csatlakozottakból. 1949-től Állami Magyar Színházként folytatta tevékenységét. 1987-től, immár magyar és román tagozattal, Sepsiszentgyörgyi Színház néven működött. 1992-ben a két tagozat különvált, a Tamási Áron Állami Magyar Színházra és az Andrei Mureşanu nevét viselő román nyelvű színházra, amelyek közös székhelyen ugyan, de jogi és költségvetési szempontból egymástól független művészeti intézmények. 1998-tól a színház neve Sepsiszentgyörgyi Tamási Áron Színház. Felügyeleti és fenntartó szerve Sepsiszentgyörgy Megyei Jogú Város Tanácsa.
A sepsiszentgyörgyi színház első igazgatója Bokor András volt, akit Kováts Dezső, majd Dukász Anna, Sylvester Lajos, Balázs Éva, Nemes Levente követett. Irodalmi titkárként hosszabb ideig Salamon Sándor, majd Veress Dániel határozták meg arculatát. A társulat a magyar és a világirodalom számos jelentős alkotását adta elő, s a kortárs erdélyi magyar drámák közül is jó néhánynak az ősbemutatóját vállalta. Kiemelkedő volt Tamási-drámasorozata, amelynek keretében az író minden darabja bemutatásra került. 1968 óta Pódium néven stúdiószínháza is működik, ezen – és időnként a nagyszínpadon – Kocsis István monodrámái mellett Áprily Lajos, Arany János, Farkas Árpád, Illyés Gyula, József Attila, Kányádi Sándor, Lászlóffy Csaba, Pilinszky János, Petőfi Sándor, Székely János verseiből összeállított nagyműsorok hangzottak el, neves művészek (Adorjáni Zsuzsa, Balázs Éva, Bányai Irén, Csapó György, Daróczi Zsuzsa, Krizsovánszky Szidónia, Kudelász Ildikó, Laczó Gusztáv, Márton Árpád, Molnár Gizella, Nászta Katalin, Nemes Levente, Visky Árpád és mások) előadásában. Emlékezetesek voltak az olyan összeállítások is, mint az Évszakok, Anyám, feleségem, gyermekem, Szülőföldem, Variációk négersorsra, Fecskeköszöntő (gyermekversek), Kapuállító (háromszéki költők versei), egy balladaest, a Dózsa c. műsor (Székely János monodrámája, Nemes Levente előadásában) vagy a Magyari Lajos versére épülő Kőrösi Csoma Sándor-műsor.
A sepsiszentgyörgyi színház adott otthont 1978-ban és 1980-ban a Nemzetiségi Színházi Kollokviumnak, ahol az ország számos magyar, német, jiddis színtársulata mérhette össze tudását és cserélhetett eszmét a kisebbségi státusból következő gondokról. Ez az alkotó légkör volt az, ami miatt a második kollokvium után rendezvényeit betiltották, s csak 1990-ben, a diktatúra bukása után kerülhetett sor felújítására.
A színház legújabb kori történetének meghatározó éve volt 1995, mikor a Gyergyószentmiklósi Figura Stúdió Színház nyolc színésze és igazgató-főrendezője, Bocsárdi László a társulat tagja lett. Ennek előadásai a Sepsiszentgyörgyi Tamási Áron Színházat a romániai magyar színjátszás élvonalába emelték.
A diákszínjátszás az 1990-es években a Salamon András által 1993-ban létrehozott és 2000-től Fazakas Mihály által vezetett Osonó Színházi Műhely keretében virágzott fel újra. A Mikes Kelemen Líceum diákjaiból álló műkedvelő együttes több országos és nemzetközi díjat nyert el (1999-ben, 2000-ben és 2004-ben a csíkszeredai Országos Diákszínjátszó Fesztiválon, 2002-ben és 2004-ben a budapesti Magyar Művek Fesztiválján, 2005-ben és 2008-ban a bukaresti Országos Diákszínjátszó Fesztiválon, 2008-ban a brassói országos Interetnikai Színházi Találkozón a legjobb előadás díját, 2009-ben a mezőkövesdi Színházi Fesztiválon a legjobb előadás díja mellett a rendezői különdíjat).
A színház iránti helyi érdeklődés egyedülálló intézménye a Nagy Attila által 1994-ben létrehozott Shakespeare Ház és az ugyancsak az ő nevéhez fűződő Romániai Nemhivatásos Színjátszók Egyesülete, amely évente rendezi meg a Concordia-napokat, a nemhivatásos színjátszók országos seregszemléjét.

## A város zenei és irodalmi élete
Sepsiszentgyörgy zenei élete is eseménygazdag volt. 1921-ben alakult meg a Magyar dalegylet, amelyik csak fennállásának első évtizedében több mint százszor lépett a közönség elé.
Sepsiszentgyörgyön a 20. századfordulót megelőzően kevés író élt. Közülük említésre érdemes Kelemenné Zathureczky Berta és az Ádám Éva néven publikáló Kamenyiczky Etelka. Valamelyest változott a helyzet a két világháború között, amikor már K. Hamar Ilona, Keresztes Károly, Konsza Samu, Koréh Ferenc, Lékey Endre (Keresztes István), K. Seprődi Anna, Szalay Mátyás, Sz. Szász Béla nevét említhetjük, az 1944 utáni időkből pedig Elekes Györgyöt, Holló Ernőt, Kónya Ádámot, Sombori (Salamon) Sándort, Tompa Ernőt, Veress Dánielt, valamint a rövidebb ideig itt élő Izsák Józsefet és Szabédi Lászlót.
Az 1968-as romániai közigazgatási átalakítás során létrehozott Kovászna megye székhelyén meginduló Megyei Tükör körül aztán egész sor fiatal tehetség csoportosult: Czegő Zoltán, Csiki László, Farkas Árpád, Magyari Lajos, Mátyás Árpád, Tömöry Péter, Sütő István, Sylvester Lajos, Vári Attila, Znorovszky Attila, Zsehránszky István, majd hozzájuk csatlakozott Balogh László, Bíró Béla, Bogdán László, Horváth Alpár, Márkó Imre, Mészely József, Salamon András, Veress Gerzson, Veress Károly, Zsigmond Győző. Az Igaz Szó sepsiszentgyörgyi száma (1968/8), a két Kapuállító c. antológia (1969, 1982) jelzi csoportos jelenlétüket az irodalomban, országos díjaik, könyveik sok ezres példányszáma az elismerést és a közönségérdeklődést.
A szépirodalommal párhuzamosan a tudományos irodalom is teret nyert már a 20. század elejétől. Az 1944-ig terjedő korszak kiemelkedő eseménye volt a Székely Nemzeti Múzeum alapításának félszázados évfordulója (1929. szeptember 15-én), amelyre a Múzeum gazdag tartalmú Emlékkönyvet is megjelentetett.
Ebben az időszakban, majd 1944 után Sepsiszentgyörgyhöz kötődik olyan folklórkutatók és néprajzosok munkássága (vagy annak egy része), mint Balassa Iván, Debreczy Sándor, Erős János, Gazda Klára, Harkó József, Huszka József, Kónya Ádám, Kósa-Szánthó Vilma, Salamon Anikó, Seres András; a történettudomány és a régészet terén Árvay József, Cs. Bogáts Dénes, Cserey Zoltán, Csutak Vilmos, Gazda László, Kelemen József, Kozák Albert, László Ferenc, Székely Zoltán; az állattani, növénytani és geológiai kutatások területén Kisgyörgy Zoltán, Kovács Sándor, Molnár Lídia, Perjessy Gyula; a fotótörténet terén Fóris Pál; a helynévkutatásban Berde-Varga Mária, Cs. Bogáts Dénes, Györgybíró Pál, Imreh Barna, Kisgyörgy Zoltán, Székely Zsófia. Irodalomtörténettel Berde Zoltán, Izsák József, Salamon Sándor, Veress Dániel, művészettörténettel Jánó Mihály, Kónya Ádám, helytörténettel Cserey Zoltán, József Álmos, Kisgyörgy Zoltán, színháztörténettel Salamon Sándor, zenetörténettel Berde Zoltán és Nagyhalmágyi József, a város sporttörténetével Áros Károly, Berde Zoltán és Ferencz Péter, nyelvészettel Árvay József, Péter Sándor, Salamon Sándor foglalkozott. A város szellemi életének adatait bibliográfiákban Zágoni Jenő foglalta össze.
A népköltési és népművészeti gyűjtőmunka nagy hagyományokra tekint vissza Sepsiszentgyörgyön. Először Vass Tamás, a Mikó Kollégium tanára kezdett gyűjteni még a 19. század végén, s ezt a hagyományt Konsza Samu vitte tovább. Gyűjtésének azonban csupán egy része látott napvilágot Háromszéki népköltészet (Bukarest, 1957), illetve A szegény ember kincse (Bukarest, 1869) c. köteteiben. Az 1950-es évektől Albert Ernő gyűjtőmunkája emelkedik ki, ő szintén Háromszék népköltészeti értékeit tette hozzáférhetővé (Háromszéki balladák. 1973; Édesanyám sok szép szava. 1989; Boszorkányos dolgok. 1995), és a háromszéki népélet más vonatkozásaival is foglalkozott (Rigó és madár. Egy gyimesi csángó család élete, 1995; Sok szép cigánylány, 1998).
Sepsiszentgyörgy magyar irodalmi életét – bár alkalomszerűen – kétségtelenül gazdagították nagy íróinknak a városhoz és a vidékhez fűződő kapcsolatai. Jókai Mór már 1853-ban megfordult itt, s hazatérve több elbeszélésében állított emléket 1848 háromszéki hőseinek, később pedig, amikor az illyefalvi választókerületben kétszer is parlamenti képviselővé választották, háromszéki választói beszédei mellett, amelyeket Sepsiszentgyörgyön adtak ki kötetben, újabb művek (Damokosok, Bálványosvár) születtek. Mikszáth Kálmán szintén ellátogatott a városba, az ő életművében is vannak itt megismert alakokat megörökítő alkotások (pl. a Katánghy Menyhértben a főhőst Császár Bálint polgármester alakjáról mintázta).
Szervesen hozzátartoznak a város szellemi életéhez azok az irodalmi estek, amelyekre már a 19. század végén sor került. Igazi jelentőségre azonban az irodalmi rendezvények Trianon után emelkedtek, amikor az ilyen alkalmaknak magyarság-megtartó szerepük is volt: Benedek Elek (1923), Berde Mária (1923), Ignácz Rózsa (1941, 1943), Kós Károly (1929), Makkai Sándor (1933, 1934), Mécs László (1933), 1942) Móricz Zsigmond (1942), Sinka István (1942), Tompa László (1929), Wass Albert (1944) és mások találkozói a szentgyörgyi közönséggel mind eseményszámba mentek. Színpadi szerzőként olyan kiválóságok is ellátogattak a városba, mint Németh László vagy Illés Endre. Az is emelte a közönség irodalmi igényességét, hogy a két világháború között a Székely Nép (olykor első közlésben) számos rangos magyar költő és író alkotásait közölte. Kiemelkedő ezek közül Móricz Zsigmond gesztusa, aki hozzájárult ahhoz, hogy Rózsa Sándor-regényét még kiadása előtt, folytatásokban közölhesse az újság.